# بيتر ويلهلم لوند
بيتر ويلهلم لوند (بالدنماركية: Peter Wilhelm Lund)‏ هو عالم طبيعي برازيلي ودنماركي، ولد في 14 يونيو 1801 في كوبنهاغن في الدنمارك، وتوفي في 25 مايو 1880 في Lagoa Santa, Minas Gerais ‏ في البرازيل.